# Cayambe
El Cayambe és un volcà actiu de l'Equador, situat molt a prop de la localitat de Cayambe i a uns 60 km al nord de Quito. Amb 5.790 m d'altura és la tercera muntanya del país, darrere del Chimborazo i el Cotopaxi.
Està dins de la Reserva Ecològica Cayambe-Coca. A prop del seu cim, a la banda sud, passa la línia equatorial i és el punt del planeta on assoleix la seva altura màxima, uns 4.600 m. És possible que el seu nom derivi dels mots quítxues caya, 'futur' i jambi, 'guaridor'.
En realitat el complex volcànic està format per tres edificis: el Viejo Cayambe, situat a la banda occidental i d'edat plistocena; el Nevado Cayambe, l'actual volcà actiu més modern (Holocè) i, finalment, el Cono de la Virgen, petit edifici situat a l'extrem oriental del complex i també d'edat holocena.